# Goldfinger (bog)
Goldfinger (Døden må vente) er den syvende i rækken af James Bond-bøger af Ian Fleming. Den udkom første gang i 1959.
Bogen blev filmatiseret i 1964 som den tredje film i EON Productions serie om James Bond.

## Plot
På vej hjem fra Mexico afslører Bond rigmanden Goldfinger i at snyde i kort. Hjemme i England bliver Bond af M sat til at undersøge om Goldfinger er guldsmugler. Bond sporer Goldfinger til Schweiz, hvor han finder ud af, at Goldfinger har både guldsmugleri og mord på samvittigheden. Bond kommer ufrivilligt videre med til USA og Goldfingers næste mål: udplyndring af Fort Knox.